# Proaza
Proaza is een gemeente (plaatselijk concejo genoemd) in de Spaanse provincie Asturië in de regio Asturië met een oppervlakte van 76,79 km². Proaza telt 774 inwoners (1 januari 2016).
De gemeente omvat acht parochies: Bandujo, Caranga, Linares, Proacina, Proaza, San Martín, Sograndio en Traspeña.
De Cruz de Linares, genoemd naar de parochie Linares maar liggend in de parochie Sograndio, is een populaire fietsklim in de gemeente. De helling heeft een lengte van 7,1 kilometer en een klim van 642 hoogtemeters met een helling van gemiddeld 9,1%. De top van de beklimming ligt op 842 meter boven zeeniveau.  De top is de aankomstplaats van de achttiende etappe van de Ronde van Spanje 2023.

## Demografische ontwikkeling
Bron: INE, 1857-2011: volkstellingen